# Globaler Süden
Globaler Süden ist eine Bezeichnung für die Ländergruppe der sogenannten Entwicklungs- und Schwellenländer. Es handelt sich um eine direkte Übersetzung des englischen Begriffs Global South und steht im Gegensatz zum Globalen Norden.

## Begriffsbildung

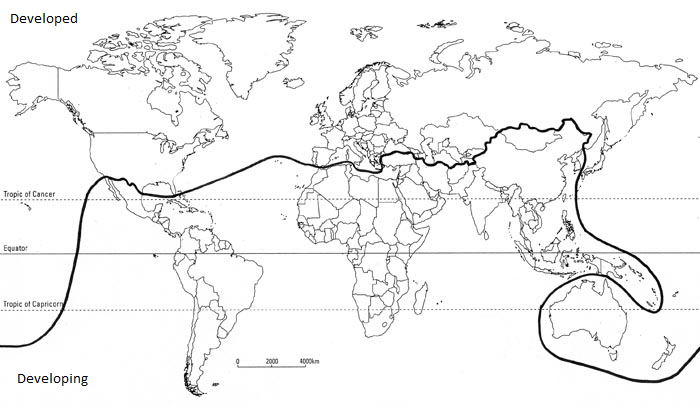
Brandt-Linie von 1980

Geographische Lage im „Nord-Süd-Konflikt“ (farbliche Visualisierung)

Die Idee den „Süden“ als Metapher für eine unterentwickelte Region anzusetzen findet sich erstmals in einem Werk von Antonio Gramsci, der in seinem Essay „Einige Gesichtspunkte der Südfrage“ (1926) die „koloniale Abhängigkeit“ des italienischen Südens von kapitalistischer Hegemonie aus Norditalien diskutierte. Damit brachte er die durch disproportionale inneritalienische Verhältnisse verfestigten Entwicklungsunterschiede zur Sprache, die heute allgemein mit dem Begriff „Nord-Süd-Gefälle“ beschrieben werden. Gramsci abstrahierte in den 1930er Jahren strukturell bedingte Abhängigkeitsverhältnisse solcher Art mit dem Begriff „Subalterne“. Ranajit Guha implementierte später diesen Ansatz auf den kolonialen Kontext. Was von Gramsci als regionales Phänomen beschrieben wurde, erlebte seit der Mitte des 20. Jahrhunderts einen erneuten und nun weltweiten Gedankenansatz. Durch den argentinischen Entwicklungsökonom Raúl Prebisch setzte sich in den 1950er und 1960er Jahren die Frage vom unterentwickelten Süden im Diskurs der politischen Ökonomie durch. Prebisch formulierte dabei die These vom „Kern und Peripherie“ in der Weltwirtschaft. Er schlug zusammen mit anderen zeitgenössischen Kritikern eine Reform des Welthandelssystems vor. In diesen Zusammenhängen verfestigten sich Ansichten über den „Norden“ und „Süden“ in der internationalen Politik (später als Nord-Süd-Konflikt bezeichnet), insbesondere wurden sie dabei von den Entwicklungsländern aufgegriffen.
Die früheste bekannte Formulierung von „global South“ („globaler Süden“) als politischer Begriff wird dem US-amerikanischen Linksintellektuellen und MIT-Dozenten Carl Oglesby zugeschrieben. Sie findet sich in einem 1969 erschienenen Beitrag für die katholische Zeitschrift Commonweal (Erscheinungsort: New York City), wo er über die internationalen Kräfteverhältnisse in der Zeit des Vietnamkrieges und die von ihm als untragbar empfundene Veränderung der Gesellschaftsordnung schrieb.
In etwa seit 1970 wird der Begriff Globaler Süden im Sinne einer sozialen bzw. politischen Weltordnung verwendet. Im 1980 erschienenen Nord-Süd-Bericht (auch Brandt-Report) wurde die sogenannte Brandt-Linie ermittelt, die zu jener Zeit drastische Entwicklungsunterschiede zwischen Ländern, die relativ gesehen im globalen Norden und Ländern, die im globalen Süden (mit Ausnahme Australiens und Neuseelands) lagen. Das Begriffspaar des globalen Nordens und globalen Südens ersetzt seither zunehmend die vormals und parallel genutzte Einteilung in die Erste, Zweite und Dritte Welt. Die Einteilung mit Ordnungszahlen erübrigte sich nach Ende des Kalten Krieges, da die Unterscheidung zwischen (US-amerikanisch dominierter) Erster Welt, (sowjetisch dominierter) Zweiter Welt und (blockfreier) Dritter Welt obsolet wurde. Auch die anschließende Neubewertung der sogenannten Dritten Welt als noch nicht industrialisierte Länder verlor an Überzeugungskraft, da die in ihr versammelten Länder sich immer stärker auseinanderentwickelten. Hingegen gewann der Nord-Süd-Konflikt immer mehr an entwicklungstheoretischer Bedeutung. Die Länder des globalen Nordens stehen dagegen für die reichen Industrieländer.
Zahlreiche Beschreibungen lösen sich mittlerweile von der Auffassung, dass Süden (und Norden) bei der Verwendung des Begriffs „Globaler Süden“ (und „Globaler Norden“) als rein geografisch zu verstehen sind. Der Begriff „Globaler Süden“ wurde damit zu einer im politischen Diskurs verwendeten konzeptionellen Metapher, um die gemeinsamen Erfahrungen von Ländern („countries that experienced globalization from the bottom“) aufzuzeigen, für die die Versprechungen der Globalisierung nur teilweise aufgegangen sind. Angesprochen werden dabei fehlende Teilhabe (am globalen Handel und an der globalen Wissensproduktion) und (materielle) Entbehrung („a ‘concept-metaphor’ to discuss experiences of (material) deprivation“), sowie globaler Ungleichheit, Ungerechtigkeit und Abhängigkeit.
Der Begriff wird teilweise auch als Ersatz für die wertende Bezeichnung Entwicklungs- und Schwellenländer verwendet. Während die Begriffe globaler Norden und globaler Süden bei Nichtregierungsorganisationen im Bereich der Entwicklungszusammenarbeit, insbesondere der entwicklungspolitischen Bildungsarbeit, und einigen geisteswissenschaftlichen Disziplinen fest etabliert sind, werden im Sprachgebrauch staatlicher Instanzen wie der Gesellschaft für Internationale Zusammenarbeit (GIZ) oder des Bundesministeriums für wirtschaftliche Zusammenarbeit und Entwicklung (BMZ) die Begriffe rund um Entwicklung bevorzugt.

## Kritik
Der Politikwissenschaftler und Geograph Sebastian Haug verweist darauf, dass eine pauschale Eingruppierung aller lateinamerikanischen, afrikanischen und der meisten asiatischen Ländern in einen vermeintlich homogenen „Süden“ der Heterogenität dieser Länder und de-facto unterschiedlichen Entwicklungen nicht gerecht wird. Indizes wie der Human Development Index oder Kennzahlen für Bildung und Gesundheit gehen im Vergleich dieser Länder teils frappierend auseinander. Zudem sind auch die Entwicklungsindizes innerhalb zahlreicher Länder des „Globalen Südens“ deutlich heterogen, Mexiko und die Türkei hätten beispielsweise einige Regionen, die aufgrund ihrer Entwicklungsindizes zum „Globalen Norden“ gehören müssten.
Collyer verweist darauf, dass die Unterteilung der Welt in einen globalen Norden und einen globalen Süden weiterhin eine auf Westeuropa und Nordamerika zentrierte Weltordnung annimmt und damit ebenso hierarchisierend ist, wie die Begriffe „Erste, Zweite, Dritte Welt“ bzw. „Industrieland / Entwicklungsland“, die durch den Begriff abgelöst werden sollen.
Außerdem wird kritisiert, dass der Begriff bislang theoretisch nicht ausdifferenziert ist und primär nur als Metapher für nicht einheitlich beschriebene Konzepte und Verhältnisse verwendet wird.

### Monographien
- Andrea Fleschenberg, Kai Kresse, Rosa Cordillera Castillo (eds.): Thinking with the South: reframing research collaboration amid decolonial imperatives and challenges. (= ZMO-Studien; 44) Den Haag, Berlin / Boston 2024, ISBN 978-3-11-078056-7
- Jörg Goldberg: Die Emanzipation des Südens, PapyRossa, Köln 2015, ISBN 978-3-89438-579-8. Inhaltsverzeichnis.
- Antonio Gramsci: Südfrage und Subalterne. (Herausgeber: Ingo Pohn-Lauggas, Alexandra Assinger), Argument-Verlag, Hamburg 2023, ISBN 978-3-86754-113-8 DNB 1273174976
- Nicholas Jepson: In China’s Wake: How the Commodity Boom Transformed Development Strategies in the Global South. Columbia University Press, New York (NY) 2020, ISBN 978-0-231-18796-1.
- Johannes Plagemann, Henrik Maihack: Wir sind nicht alle: der globale Süden und die Ignoranz des Westens. (= C. H. Beck Paperback; Bd. 6534). C. H. Beck, München 2023, ISBN 978-3-406-80725-1.
- Boike Rehbein: Kaleidoskopische Dialektik: Kritische Theorie nach dem Aufstieg des globalen Südens. Herbert von Halem Verlag, Köln 2013, ISBN 978-3-7445-0593-2.
- Wolfgang Sachs: Nach uns die Zukunft. Der globale Konflikt um Gerechtigkeit und Ökologie. Brandes & Apsel, Frankfurt am Main 2002, ISBN 3-86099-234-1. Inhaltsverzeichnis.
- Einhard Schmidt-Kallert: Magnet Stadt: Urbanisierung im Globalen Süden. Peter Hammer Verlag, Wuppertal 2016, ISBN 978-3-7425-0075-5.
- Augusto de la Torre, Tatiana Didier, Alain Ize, Daniel Lederman: Latin America and the Rising South: Changing World, Changing Priorities. World Bank Publications, Washington (D. C.) 2015, ISBN 978-1-4648-0355-0.

### Periodika
- Journal of Global South Studies (ehemals Journal of Third World Studies, Print ISSN 8755-3449), herausgegeben von der Association of Global South Studies, University Press of Florida, Gainesville (FL) ZDB-ID 2887164-9[16]
- Global South Studies Series (GSSS), herausgegeben vom Jindal Centre for the Global South (JCGS), School of International Affairs – Jindal Global University, Haryana Website der Zeitschrift (online). (englisch).